# Therapne

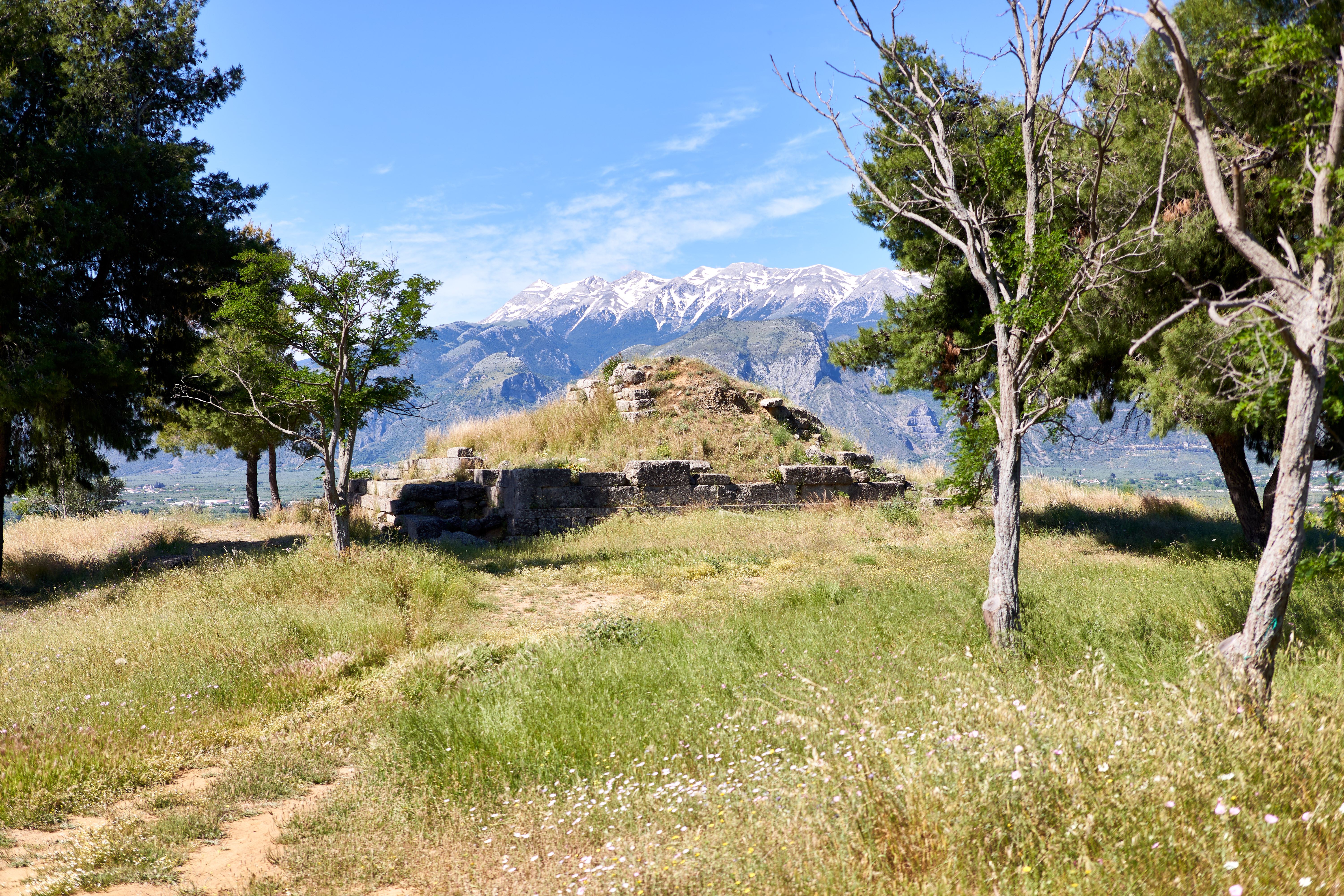
Überreste des Kultplatzes

Therapne (altgriechisch Θεράπνη Therápne „Verehrungswürdige“) war eine Stadt oder ein Kultplatz auf dem Territorium des antiken Sparta.

## Mythos
Der griechischen Mythographie zufolge wurde der Ort benannt nach der Tochter des mythischen spartanischen Königs Lelex. Demnach seien der mythische spartanische König Menelaos und seine Frau Helena dort begraben.

## Kult
In prähistorischer Zeit beheimatete Therapne das Heiligtum einer Fruchtbarkeitsgöttin, die in Argos und Lakonien zu Hause war. An diesem Ort wurde im 8. Jahrhundert v. Chr. Helena mit ihren Brüdern, den Dioskuren, verehrt. Der Ort ist eng verbunden mit dem Heiligtum Menelaion sowie mit dem Heiligtum für Helena, das der Geschichtsschreiber Herodot erwähnt: An das Helena-Heiligtum wandten sich antike Menschen mit der Bitte um Schönheit.